# Christine Niederberger Betton
Christine Niederberger Betton, née le 20 septembre 1933 à Bordeaux et morte le 17 juin 2001 à Mexico, est une archéologue française. Fille de Roger Betton et Linka Lowczynski, elle est mariée à Jean-Marie Niederberger.
Elle fut une personnalité majeure de l'archéologie précolombienne en France, au Mexique et aux États-Unis.

## Biographie

### Formation
Christine Niederberger a commencé ses études universitaires à l’École supérieure nationale des langues orientales. De 1965 à 1968, elle a poursuivi une formation en archéologie à l'École nationale d'anthropologie et d'histoire, au Mexique. Ses débuts d’archéologues de terrains auront lieu à Tlapacoya, précisément sur le site de Zohapilco.
Les résultats de cette fouille la conduisent à présenter sa thèse en 1974 intitulée : Zohapilco. Cinco milenios de ocupación humana en un sitio lacustre de la Cuenca de México.
Quelques années plus tard, en 1981, Christine Niederberger obtient un doctorat d'État à l'École des hautes études en sciences sociales, à Paris. Le sujet de son doctorat, sous la direction de Jean Guilaine, s’intitule Paléopaysages et archéologie pré-urbaine du bassin du Mexique. Cette thèse est devenue une référence en la matière et sera publiée par le Centre d'études mexicaines et centraméricaines (CEMCA) en 1987.

## Travaux

### Archéologie
Ses recherches et ses fouilles, comme archéologue, ont été particulièrement novatrices et fondatrices d’une nouvelle école de pensée. D’une part, elle a remis en cause une chronologie jusqu'alors admise sur le site de Tlapacoya-Zohapilco, au niveau des occupations en rapport avec du matériel de style olmèque. D’autre part, elle a contribué fortement à changer les idées reçues, qui persistent malgré tout, sur la culture olmèque qui n’est pas limitée à la zone métropolitaine olmèque (ZMO). Bien au contraire il s’agit d’une civilisation multi-ethnique et pluri-linguistique qui s’étend sur une vaste partie de la Méso-Amérique de 1200 av. J.-C. jusqu'à 500 av. J.-C.
Le modèle de Christine Niederberger démontre ainsi l’unité de l’Amérique moyenne à partir de 1200 av. J.-C. à travers le style olmèque identifiée par une apparence particulière : pan-mésoaméricaine.
D’un grand professionnalisme et extrêmement méticuleuse sur les fouilles, Christine Niederberger choisissait toujours avec beaucoup de précautions les lieux à excaver. D’une grande patience, elle analysait, rassemblait et enregistrait toutes les preuves. Mais ce sont surtout les résultats de ces études qui forcent l’admiration tant sur la forme que sur le fond. Ses analyses archéologiques ont toujours été appuyées par les résultats de divers spécialistes, favorisant ainsi sa réputation d’intellectuelle honnête.

### Littérature scientifique
Elle était l'auteur de nombreux articles et de plusieurs ouvrages notamment : Zohapilco. Cinco milenios de ocupación humana en un sitio lacustre de la Cuenca de México (1976) et Paléo-paysages et archéologie pré-urbaine du Bassin de Mexico (1987). Elle a écrit un article important dans la revue Science : Early Sedentary Economy in the Basin of Mexico (1979) ainsi que plusieurs articles de référence dans l’Encyclopædia Universalis dont La civilisation olmèque ou la naissance de la Mésoamérique (1985).